# صل فرعوني

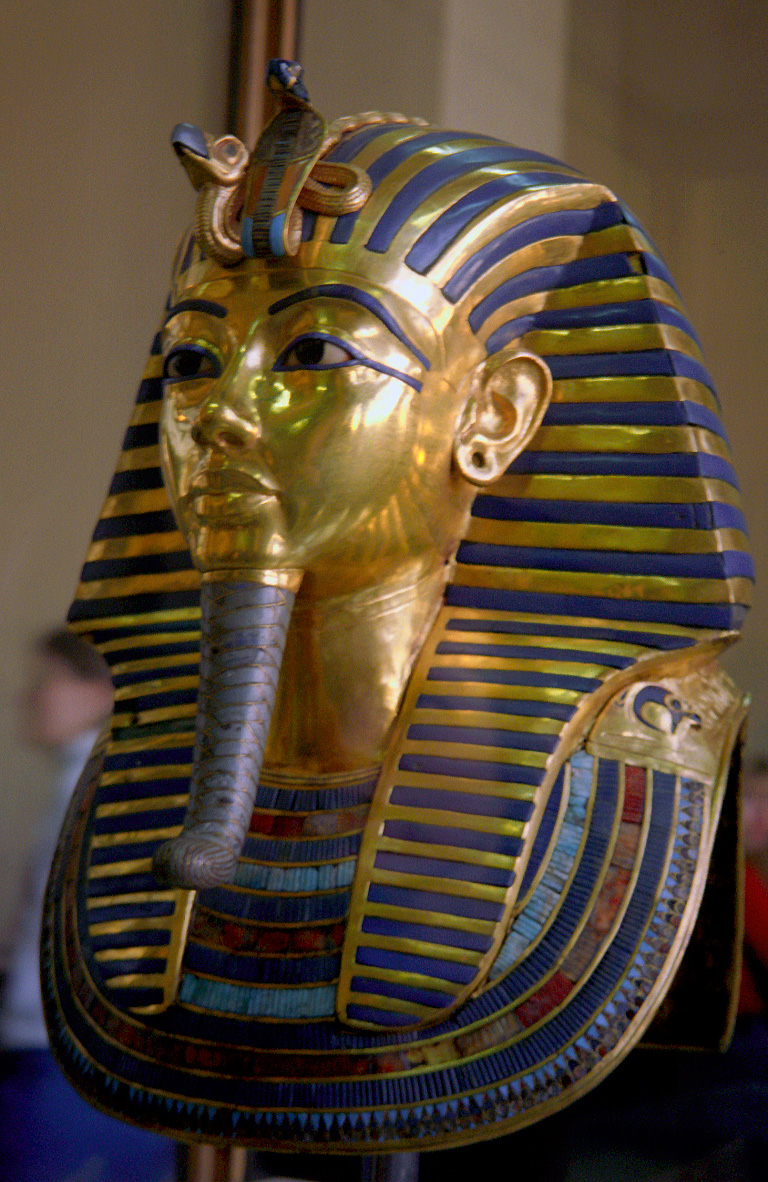
قناع مومياء توت عنخ آمون يظهر عليه الصل، من الأسرة الثامنة عشر. كوبرا تمثل صورة وادجيت مع نسر يمثل صورة نخبيت والأثنان يمثلان توحيد مصر السفلى والعليا

الصل (بالإنجليزية: Uraeus)‏ الجمع صلي أو أصلة هو شكل منمق ومستقيم من الكوبرا المصرية، يستخدم رمز السيادة، الملوك، الإله والسلطة الإلهية في مصر القديمة.

## رمزية

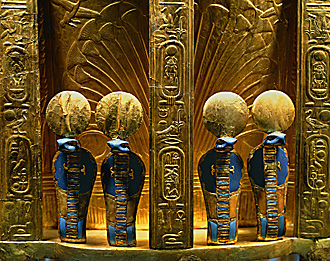
أربعة تماثيل ذهبية من الكوبرا، تحمل أقراص الشمس على رؤوسها، على الجانب الخلفي لعرش الفرعون توت عنخ آمون (1346-1337 قبل الميلاد). وادي الملوك، طيبة، المملكة الحديثة (الأسرة الثامنة عشر)

الصل هو رمز للإلهة وادجيت. كانت واحدة من أقدم الآلهة المصرية وغالبًا ما كانت تُصور على أنها الكوبرا، لأنها إلهة الحية. كان مركز عبادتها في بر وادجيت، أطلق عليها الإغريق فيما بعد بوتو. أصبحت راعية دلتا النيل وحامية كل مصر السفلى. ارتدى الملوك المصريين الصل كزخرفة للرأس: إما بجسم وادجيت فوق الرأس أو كتاج يحيط بالرأس؛ وهذا يدل على حماية وجيت وعزز مطالبة الملوك المصريين بالأرض. وبغض النظر عن الطريقة التي تم بها عرض الصل على رأس الملك، فقد كان في الواقع جزءًا من تاج الملك. تم التعرف على الفرعون فقط من خلال ارتداء الصل، الذي ينقل الشرعية إلى الحاكم. هناك أدلة على هذا التقليد حتى في المملكة المصرية القديمة خلال الألفية الثالثة قبل الميلاد. تم تصوير العديد من الآلهة المرتبطة أو التي تعتبر جوانب من وادجيت وهي ترتدي الصل أيضًا. في وقت توحيد مصر، انضمت إلى الصورة صورة
نخبيت، الإلهة التي تم تمثيلها على أنها نسر بيضاء وشغلت نفس منصب راعية مصر العليا لوادجيت على نهر أورايوس الذي سيطوق تاج الملوك الذين حكموا مصر الموحدة. أدت أهمية طوائفهم المنفصلة إلى منعهم من الاندماج كما هو الحال مع العديد من الآلهة المصرية. عُرفوا معًا باسم نيبتي أو سيدتان، اللذان أصبحا الحماة المشتركين ورعاة مصر الموحدة. لاحقًا، كان يُنظر إلى الملوك على أنهم مظهر من مظاهر إله الشمس رع، ولذا كان يُعتقد أيضًا أن الصل يحميهم ببصق النار على أعدائهم من عين الإلهة النارية. في بعض الأعمال الأسطورية، يُقال إن عيون رع هي الصل المقدس. كانت وادجيت موجودة قبل فترة طويلة من ظهور هذه العبادة عندما نشأت كعين وادجيت ككوبرا. نظرًا لأن الصل كان يُنظر إليه على أنه رمز ملكي، فقد تم تصوير الآلهة حورس وست أيضًا وهم يرتدون الرمز على تيجانهم. في الأساطير المصرية القديمة المبكرة، كان حورس هو الاسم الذي يطلق على أي ملك كجزء من العديد من الألقاب المأخوذة، حيث يُعرف بأنه ابن الإلهة إيزيس. وفقًا لميثولوجيا رع اللاحقة، قيل إن الإلهة إيزيس هي من خلق الصل الأول، الذي شكله من تراب الأرض وبصاق إله الشمس الحالي. في هذا الإصدار من الميثولوجيا، كان الصل هو الأداة التي توجت إيزيس بها على عرش مصر لأوزوريس.

## الصل الذهبي لسنوسرت الثاني

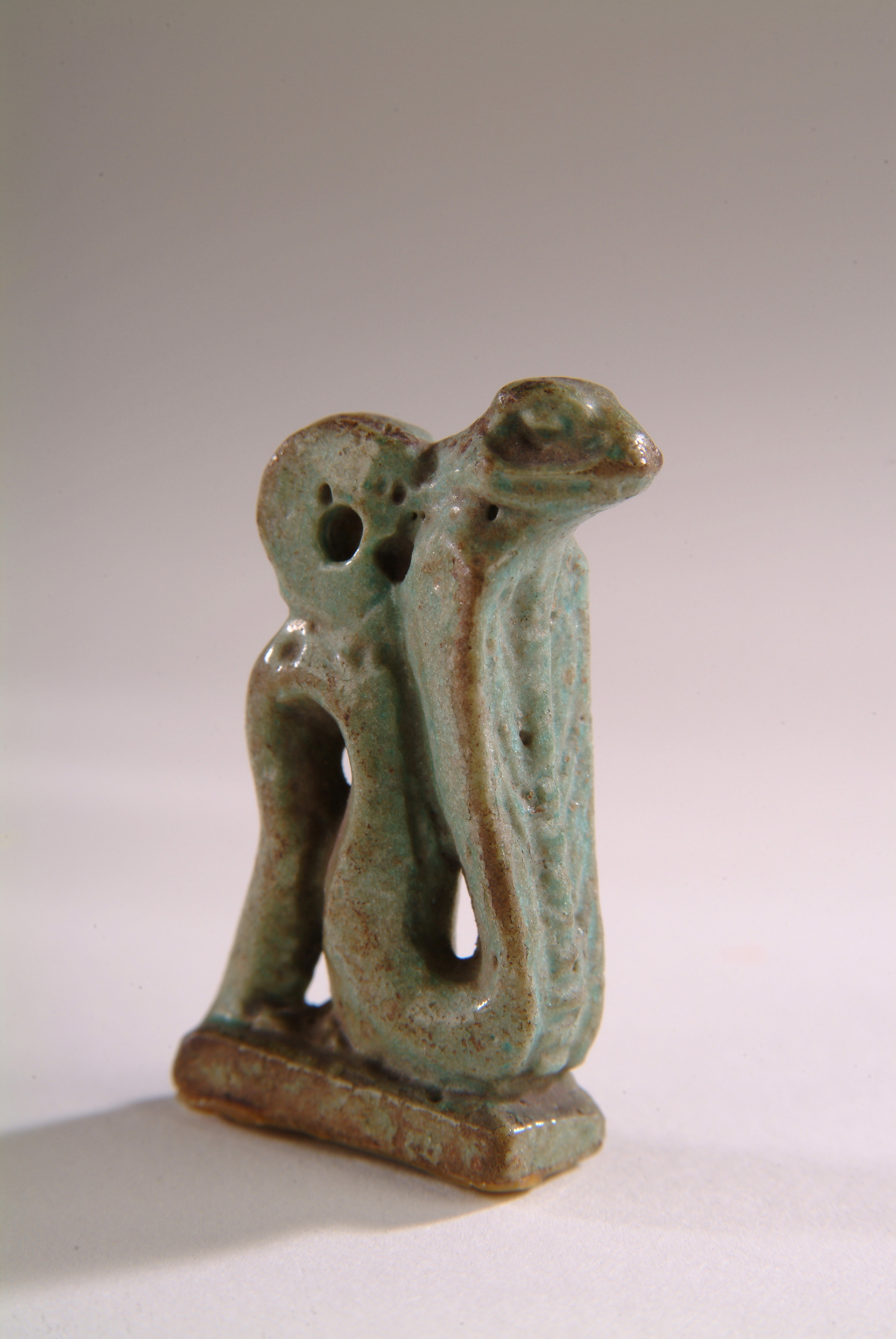
تميمة الكوبرا الخضراء المزججة على شكل الصل

في عام 1919، وبعد نصف ساعة فقط من التنقيب، أمسك العامل قفت حسني إبراهيم في يديه المصمت - الذهب «الشور الذهبي ل سنوسرت الثاني». تقرر إجراء (متابعة) «إخلاء كامل» لغرف الهرم اللاهون في سقارة. تم الكشف عن البداية في حجرة القرابين الصخرية، المؤدية من القبر، في الجنوب، على الفور في دوران ست بوصات من الحطام، زخرفة تاج الصل الذهبي. قبل اكتشاف مقبرة توت عنخ آمون في عام 1922، كانت هذه الزخرفة الذهبية الوحيدة المعروفة على الإطلاق أن يرتديها الفرعون المدفون، وكان يُعتقد أنها انتقلت إلى الفرعون التالي. الصل الذهبي من الذهب الخالص، 6.7 سـم (2.6 بوصة)، عيون سوداء من جرانيت، رأس ثعبان فوق سطح البحر العميق اللازورد، غطاء الكوبرا المتوهج من الظلام العقيق الأحمر مرصّعات، وتطعيمات من الفيروز. للتثبيت على تاج فرعون، حلقتان في الذيل الداعم الخلفي للكوبرا توفران نقاط التعلق.

## كهيروغليفية
إلى جانب استخدام الصل كزخرفة للتماثيل أو كزينة على الملك، فقد تم استخدامه أيضًا في المجوهرات وفي التميمة. ومع ذلك، هناك استخدام آخر مهم مثل الهيروغليفية. بالنسبة لزخرفة الصل كمثال مومياء قبر، «انظر:» جدبتاحيوفنك، رئيس كهنة الأسرة الحادية والعشرين، شيشنق الأول
مثال آخر على استخدام الهيروغليفية هو الزينة على الهيروغليفية لكلمة «ضريح»، وكذلك «المباني».
| O16 | \| \| | O17 |
|     |       |     |

|  |

| O16 | \| \| | O17 |
|     |       |     |

|  |

## التاج الأزرق
قبل عصر الدولة الحديثة، كان جسد الصل ملفوفًا في دوائر خلف رأسه المرتفع على التاج الأزرق. غالبًا ما يصور الملك وهو يرتدي التاج الأزرق في القتال وعواقب مشاهد القتال. بالإضافة إلى ذلك، كان الملك الصغير يرتدي عادة التاج الأزرق عندما يصور في مجموعة واقية من الآلهة. التماثيل الضخمة للملك يرتدي التاج الأزرق نادرة للغاية. التمثال الملكي النموذجي أيضًا لا يتميز بالتاج الأزرق. أيضًا، لا تزين رسوم التاج الأزرق مع الصل المقابر الملكية حتى وقت متأخر من فترة الرعامسة. كان يُعتقد أن ملك الآلهة على الأرض يحتاج إلى حماية إضافية في شكله الفاني، مع التركيز على الصفات الوقائية للصل. صُنع الصل عادةً من معادن ثمينة، غالبًا من الذهب وقليلًا من الفضة، ومُزين بالأحجار الكريمة.